# Важка атлетика на літніх Олімпійських іграх 1968
Змагання з важкої атлетики на літніх Олімпійських іграх 1968 тривали з 17 до 21 жовтня в Театрі імені повстанців. Змагалися тільки чоловіки. Розіграно 7 комплектів нагород. Ці змагання водночас вважаються Чемпіонатом світу з важкої атлетики 1968.

## Медальний залік
| Дисципліна                 | Золото                          | Золото   | Срібло                  | Срібло   | Бронза                      | Бронза   |
| -------------------------- | ------------------------------- | -------- | ----------------------- | -------- | --------------------------- | -------- |
| Легша вага (56 кг)         | Мохаммад Насірі · Іран          | 367,5 кг | Імре Фельді · Угорщина  | 367,5 кг | Генрик Трембіцький · Польща | 357,5 кг |
| Напівлегка вага (60 кг)    | Йосінобу Міяке · Японія         | 392,5 кг | Діто Шанідзе · СРСР     | 387,5 кг | Йошіюке Міяке · Японія      | 385,0 кг |
| Легка вага (67,5 кг)       | Вальдемар Башановський · Польща | 437,5 кг | Парвіз Джалаєр · Іран   | 422,5 кг | Маріан Зелінський · Польща  | 420,0 кг |
| Середня вага (75 кг)       | Віктор Куренцов · СРСР          | 475,0 кг | Масуші Оучі · Японія    | 455,0 кг | Карой Бакош · Угорщина      | 440,0 кг |
| Напівважка вага (82,5 кг)  | Борис Селіцький · СРСР          | 485,0 кг | Володимир Бєляєв · СРСР | 485,0 кг | Норберт Озімек · Польща     | 472,5 кг |
| Середня важка вага (90 кг) | Каарло Канґасніємі · Фінляндія  | 517,5 кг | Яан Тальтс · СРСР       | 507,5 кг | Марек Ґоломб · Польща       | 495,0 кг |
| Важка вага (понад 90 кг)   | Леонід Жаботинський · СРСР      | 572,5 кг | Серж Редінґ · Бельгія   | 555,0 кг | Джозеф Дьюб · США           | 555,0 кг |

## Таблиця медалей
| Місце               | Країна              | Золото | Срібло | Бронза | Загалом |
| ------------------- | ------------------- | ------ | ------ | ------ | ------- |
| 1                   | СРСР (URS)          | 3      | 3      | 0      | 6       |
| 2                   | Японія (JPN)        | 1      | 1      | 1      | 3       |
| 3                   | Іран (IRI)          | 1      | 1      | 0      | 2       |
| 4                   | Польща (POL)        | 1      | 0      | 4      | 5       |
| 5                   | Фінляндія (FIN)     | 1      | 0      | 0      | 1       |
| 6                   | Угорщина (HUN)      | 0      | 1      | 1      | 2       |
| 7                   | Бельгія (BEL)       | 0      | 1      | 0      | 1       |
| 8                   | США (USA)           | 0      | 0      | 1      | 1       |
| Загалом (8 збірних) | Загалом (8 збірних) | 7      | 7      | 7      | 21      |